# ديف يوست
ديف يوست (بالإنجليزية: Dave Yost)‏ هو محامي أمريكي، ولد في 22 ديسمبر 1956.